# Syndrome de Mohr-Tranebjaerg
Le syndrome de Mohr-Tranebjaerg ou syndrome surdité dystonie neuropathie optique survient chez des individus masculins et associe une surdité de perception pré ou post linguale, une dystonie progressive ou une ataxie apparaissant vers l'âge de 10 ans, une diminution de la vision vers l'âge de 20 ans par atrophie du nerf optique et une démence commençant vers 40 ans.
Les signes psychiatriques comme une paranoïa peuvent apparaître plus précocement. La perte de l'audition est constante et son âge d'apparition invariable alors que les autres signes sont variables dans l'âge d'apparition et en intensité.
Les femmes porteuses peuvent avoir des troubles de l'audition et une dystonie localisée.
Cette pathologie est en rapport avec soit une mutation du gène TIMM8A située sur le chromosome X soit une délétion incluant le locus q22 du chromosome X.

## Sources
- (en) Lisbeth Tranebjærg, Deafness-Dystonia-Optic Neuronopathy Syndrome In GeneTests: Medical Genetics Information Resource (database online). Copyright, University of Washington, Seattle. 1993-2005